# 首都州 (チリ)

サンティアゴ首都州
Región Metropolitana de Santiago

首都州（しゅとしゅう）＝RM（Región Metropolitana）は、チリ中部の州。チリで唯一の内陸州である。
面積は15,781km2で国内最小、人口は7,112,808人（2017年国勢調査）で国内最大。州都は、首都でもあるサンティアゴ・デ・チレ（Santiago de Chile）。

## 隣接州
- バルパライソ州
- メンドーサ州
- リベルタドール・ベルナルド・オイギンス州

## 行政区分
6つの県から構成される。
- チャカブコ県
- コルディレラ県
- マイポ県
- メリピージャ県
- サンティアゴ県（サンティアゴ・デ・チレ）
- タラガンテ県